# Alfa-fetoproteina
L'alfa-fetoproteina (o α-fetoproteina, AFP) è una proteina prodotta nell'embrione e nel feto durante la loro fase di sviluppo, precisamente dal sacco vitellino e dal fegato fetale. La proteina è codificata dal gene AFP, localizzato sul cromosoma 4 (4q13.3).
È presente nel sangue del feto in quantità elevata specie nel secondo trimestre della gravidanza, e così aumenta anche nel siero materno. Le analisi sanguigne (screening) per misurare la AFP hanno due applicazioni principali:
1. per le donne in gravidanza, come esame di controllo per individuare alcune malformazioni congenite o la sindrome di Down.
2. in adulti e bambini, come marcatore tumorale per alcuni tipi di tumore.

L'esame viene effettuato tra la quindicesima e la ventesima settimana di gestazione: se i valori fossero molto elevati verranno richiesti esami aggiuntivi come l'ecografia ostetrica e il controllo del liquido amniotico. Questa proteina può essere visualizzata nell'elettroforesi delle sieroproteine, appartiene in particolare alla banda delle α1-globuline.
Il test per l'AFP viene talora associato ad altri due esami, valori dell'estriolo e della gonadotropina corionica umana, e prende il nome di tri-test, che oltre ai difetti del tubo neurale ci può indirizzare sulla presenza della trisomia 18 e della trisomia 21.

## AFP nei neonati normali
L'intervallo di normalità dell'AFP per adulti e bambini è variamente indicato in: minore di 50, minore di 10 e minore di 5 ng/mL.

Alla nascita, i neonati hanno livelli di AFP quattro o più ordini di grandezza sopra l'intervallo di normalità. Questi livelli tornano alla norma durante il primo anno di vita.

## Cause fetali di aumento
- difetti del tubo neurale: anencefalia, encefalocele, spina bifida
- difetti della parete addominale: gastroschisi, onfalocele
- problemi renali: nefrosi congenita
- teratoma.

## Cause fetali di riduzione
Nel 1984 Merkatz e coll. hanno dimostrato che nel siero delle donne i cui figli erano affetti da trisomia 21 (sindrome di Down), i livelli di AFP nel secondo trimestre di gravidanza sono significativamente più bassi rispetto alla norma.

## Cause materne di aumento
- epatiti acute
- cirrosi epatiche
- epatocarcinoma
- altri tumori gastrointestinali
- gravidanza gemellare
- errata datazione
- disfunzione placentare
- minaccia d'aborto.

## Utilizzo come marcatore tumorale
L'AFP è nota come marcatore dei tumori epatici (il 50% degli epatocarcinomi, per l'aumentata rigenerazione delle cellule epatiche), ma, come molti altri marcatori tumorali, è poco sensibile e quindi non viene usata per la diagnosi precoce e negli screening, poiché la sua negatività non permette di escludere la presenza del tumore.
È invece utile per monitorare l'andamento di una neoplasia già nota: una riduzione della AFP può indicare una buona efficacia del trattamento (dopo un'operazione chirurgica) e l'assenza di recidive, poiché gli alti livelli di AFP sarebbero legati alle dimensioni della massa tumorale (infatti le cellule tumorali sono indifferenziate e presentano sulla loro superficie proteine simili a quelle fetali, quindi i valori dell'esame dipendono strettamente dalla "quantità" e dalla "grandezza" della neoplasia).